# Paolo Macchiarini
Paolo Macchiarini (* 22. August 1958 in Basel) ist ein italienischer Chirurg und Forscher auf dem Gebiet der Regenerativen Medizin, der zunächst mit der Entwicklung künstlicher Luftröhren aus Stammzellen Furore machte. 2016 wurde er jedoch als Forschungsbetrüger entlarvt, und die in Fachzeitschriften publizierten, vorgeblichen Erfolgsberichte wurden für ungültig erklärt. Der Skandal erschütterte die Glaubwürdigkeit des renommierten schwedischen Karolinska-Instituts (Sitz des Nobelkomitees), wo er von 2010 bis 2016 überwiegend gearbeitet hatte.

## Werdegang
Macchiarini wurde in der Schweiz geboren, seine Eltern sind Italiener. Er heiratete 1986 und hat zwei Kinder. Er besuchte die Schule in Basel und studierte in Pisa und (eigenen Angaben zufolge) ab 1990 auf einem Stipendium (fellowship) in Birmingham (Alabama). Dann habe er in Besançon (Frankreich) geforscht und promoviert, sei schließlich an die Universität Paris-Süd berufen worden. Mit wechselnden Datumsangaben will er später ordentliche Professuren in Hannover und in Barcelona gehalten haben, was er allerdings nicht nachwies. Dieser Lebenslauf soll stark geschönt sein. Auch im Privatleben trat Macchiarini Recherchen des Magazins Vanity Fair zufolge wie ein Hochstapler auf, verschwieg seine Ehe und erfand Bekanntschaften mit zahlreichen berühmten Personen und sogar eine Freundschaft mit Papst Franziskus.
Macchiarini hatte daran gearbeitet, Luftröhren verstorbener Spender und solche aus Kunststoff mit Stammzellen des Empfängers zu behandeln, sodass sie keine Abstoßungsreaktion mehr verursachen. Die scheinbar erfolgreiche Transplantation einer solchen Luftröhre auf eine 30-jährige Spanierin im Jahr 2008 machte Schlagzeilen. Macchiarini erhielt Rufe aus aller Welt. Nach einem kurzen Zwischenspiel in Florenz übernahm er 2010 Positionen in Stockholm und in Krasnodar (Staatliche Universität des Kubangebiets, Russland).

## Verfälschte Fachpublikationen
Die wissenschaftlichen Veröffentlichungen waren jedoch verfälscht, sie unterschlugen Nebenwirkungen und verschleierten, dass sieben der so operierten acht Patienten nach kurzer Zeit gestorben waren. 2014 meldeten internationale Wissenschaftler massive Zweifel an den Arbeiten an, darunter insbesondere der an der KU Leuven tätige Chirurg Pierre Delaere. Diese Kritik wurde von der Leitung des Karolinska-Instituts abgewiesen; in der Folge sollen kritische Wissenschaftler innerhalb des Instituts sogar Repressalien ausgesetzt gewesen sein.
Zwar wurden Macchiarini in Stockholm ab 2013 offenbar keine Operationen am Menschen mehr gestattet. Er blieb aber Professor und konnte als international angesehene Koryphäe weitere Patienten im Ausland (USA, UK, Russland und Südafrika) operieren, bis zu der (unbestätigten) Gesamtzahl von 20 Patienten. Das Karolinska-Institut sprach ihm wiederholt, zuletzt im August 2015 das Vertrauen aus. Anfang 2016 mussten die Verantwortlichen unter dem Druck der Medien den Fall jedoch erneut aufrollen. Die nun durchgeführte unabhängige Untersuchung ergab, dass die Behandlung entgegen den Publikationen erfolglos war. Auch habe keine Behörde und keine Ethikkommission die Versuche genehmigt. Die Eingriffe waren nicht als klinische Studie angemeldet, sondern als „compassionate use“ (Heilversuche) deklariert worden. Bereits die Einstellung und die Verlängerungen von Macchiarinis Arbeitsvertrag seien ohne die gebotene Sorgfalt erfolgt.
Der Generalsekretär des Nobelkomitees Urban Lendahl trat im Zusammenhang mit dem Skandal zurück. Die Vizekanzler des Karolinska-Instituts Anders Hamsten und Harriet Wallberg-Henriksson wurden ebenfalls entlassen. Das schwedische Wissenschaftsministerium kündigte an, die gesamte Institutsleitung werde ausgetauscht. Macchiarini wurde im Mai 2017 fristlos entlassen.
Im Frühjahr 2017 wurden ihm auch in Russland alle Fördergelder entzogen und sein Vertrag mit der Kasaner Föderalen Universität beendet.
Seit 2017 wird gegen den Chirurgen in Italien und in Schweden wegen Körperverletzung und fahrlässiger Tötung strafrechtlich ermittelt. 2012 hatten italienische Zeitungen außerdem gemeldet, Macchiarini werde verdächtigt, von Patienten hohe Summen zu erpressen. Diese Vorwürfe wurden später nicht mehr aufgegriffen.
2019 verurteilte ein italienisches Gericht Macchiarini wegen Fälschung von Dokumenten und Amtsmissbrauch zu 16 Monaten Gefängnis. 2020 kam ein schwedischer Staatsanwalt zu der Einschätzung, dass Macchiarini wegen schwerer Körperverletzung angeklagt werden müsse. Im Juni 2022 wurde er im Zusammenhang mit einem seiner Patienten wegen Körperverletzung zu einer Bewährungsstrafe verurteilt. Vor einem Berufungsgericht wurde er 2023 zu zweieinhalb Jahren Haft verurteilt.

## Rundfunkberichte
- Christine Westerhaus: Whistleblower in der Wissenschaft – Wer wagt, verliert, Deutschlandfunk – „Wissenschaft im Brennpunkt“ vom 4. Februar 2018
- Leonie Bartsch, Linn Schütze: Tödlicher Betrug am Nobel-Institut – mit MORD AUF EX, Quarks Science Cops (WDR), Folge 81, 8. Juni 2024, Podcast MORD AUF EX am 9. Juni 2025 https://podcasts.apple.com/at/podcast/mord-auf-ex/id1486608425?i=1000712019954